# 난카이 공항선
공항선(일본어: 南海空港線 くうこうせん[*])은 일본 오사카부 이즈미사노시의 이즈미사노 역부터 센난군 다지리정의 간사이쿠코 역을 잇는 난카이 전기 철도의 철도 노선이다. 오사카 만의 간사이 국제 공항을 직접 연결하는 노선이기도 하다.
2018년 9월 4일에는 간사이 공항과 오사카를 잇는 연락교 파손으로 전철 노선 운행이 중단되기도 했으나 2019년 4월 8일 연락교가 완전 개통된 이후 현재는 서일본JR, 난카이전철 모두 정상 운행 중이다.

## 노선 정보
- 관할 · 노선 거리 : 8.8 km
  - 난카이 전기 철도 (제 1 종 철도사업자) :
    - 이즈미사노 역 - 린쿠타운 역 간 : 1.9 km

  - 난카이 전기 철도 (제 2 종 철도사업자) · 신칸사이국제공항 (제 3 종 철도사업자) :
    - 린쿠타운 역 - 간사이쿠코 역 간 : 6.9 km
- 궤간 : 1067mm
- 역 수 : 3역 (기 · 종점역 포함)
- 복선화 구간 : 전 구간
- 전철화 구간 : 전 구간 전철화 (직류 1500V)
- 최고 속도 :
  - 특급 · 간사이 국제 공항 연락 선상 120 km/h, 그 외 구간 110 km/h
  - 그 외 열차 : 110 km/h

## 역 목록
| 역 번호 | 역 이름    | 일본어 이름    | 역 간 거리 (km) | 영업 거리 (km) | 접속 노선                                            | 소재지       | 소재지       |
| ------- | ---------- | -------------- | --------------- | -------------- | ---------------------------------------------------- | ------------ | ------------ |
| NK 30   | 이즈미사노 | 泉佐野         | -               | 0.0            | 난카이 전기 철도 난카이 본선 (난바 역 방면으로 직통) | 이즈미사노시 | 이즈미사노시 |
| NK 31   | 린쿠타운   | りんくうタウン | 1.9             | 1.9            | 서일본 여객철도 간사이 공항선                        | 이즈미사노시 | 이즈미사노시 |
| NK 32   | 간사이쿠코 | 関西空港       | 6.9             | 8.8            |                                                      | 센난군       | 다지리정     |